# Hán Chiêu Đế
Hán Chiêu Đế (chữ Hán: 汉昭帝, 95 TCN – 74 TCN), tên thật là Lưu Phất Lăng (劉弗陵), là vị Hoàng đế thứ tám của triều đại nhà Tây Hán trong lịch sử Trung Quốc. Khi ông kế vị chỉ mới 8 tuổi, đại thần Hoắc Quang (霍光) đảm nhận vai trò nhiếp chính. Ông là vị Hoàng đế tài ba, tuy chỉ trị vì được 13 năm (87 TCN - 74 TCN) nhưng được xem như một vị quân chủ có công của nhà Hán. Thời đại của ông cùng với Hán Tuyên Đế được gọi chung là Chiêu Tuyên chi trị (昭宣之治).
Thời đại trị vì của Hán Vũ Đế đã đem lại cho nhà Hán một lãnh thổ rộng lớn, tuy vậy cũng do đó khiến quốc khố cạn kiệt, nạn đói hoành hành, triều đình đứng trước bờ vực phá sản. Sau khi Hán Vũ Đế qua đời, Chiêu Đế dựa vào Hoắc Quang đã thi hành chính sách tiết kiệm, an dân, giảm thuế, kinh tế của nhà Hán dần khôi phục. Trong thời gian ở ngôi, Chiêu Đế tích cực duy trì hòa bình bang giao, dân chúng hoàn toàn hưởng thái bình trong thời gian này.
Năm 74 TCN, Hán Chiêu Đế băng hà ở tuổi 21. Hoắc Quang lập Xương Ấp Vương Lưu Hạ kế vị, nhưng mau chóng phế bỏ. Họ Hoắc bèn tìm trong dân gian Lưu Bệnh Dĩ, một người cháu của Lệ Thái tử Lưu Cứ trước đây lập lên ngôi, tức Hán Tuyên Đế.

## Thân thế
Lưu Phất Lăng là con trai thứ sáu của Hán Vũ Đế Lưu Triệt, sinh vào năm Thái Thủy thứ 3 (94 TCN). Mẹ ông là Câu Dặc phu nhân Triệu thị, một sủng thiếp vào cuối đời của Hán Vũ Đế, nên khi còn nhỏ ông có hiệu [Câu Dặc tử; 钩弋子]. Do mất mẹ từ nhỏ, ông được chị gái là Ngạc Ấp công chúa chăm sóc.
Năm Chinh Hòa thứ 2 (91 TCN), phát sinh Họa Vu cổ. Lệ Thái tử Lưu Cứ cùng Hoàng hậu Vệ Tử Phu đều bị hạ bệ, ngôi vị Thái tử của Hán Vũ Đế bị để trống. Vào lúc này, những người con trai khác của Hán Vũ Đế bắt đầu có ý ngó đến ngôi vị Thái tử. Con trai thứ hai của Hán Vũ Đế là Tề Hoài vương Lưu Hoành đã mất sớm. Sau họa Vu cổ, những người con trai còn sống của Hán Vũ Đế là Yên vương Lưu Đán, Quảng Lăng vương Lưu Tư, Xương Ấp vương Lưu Bác (刘髆) cùng Lưu Phất Lăng.
Không lâu sau khi Lưu Cứ mất, Yên vương Lưu Đán dâng thư, nói xin về kinh sư đảm nhiệm chức Thị vệ bảo vệ hoàng cung. Hán Vũ Đế nhìn ra Lưu Đán có âm mưu với ngôi vị Thái tử, liền rất tức giận, ở cửa Bắc giết chết sứ giả của Lưu Đán, cũng ra chỉ tước đi 3 huyện của nước Yên. Còn Quảng Lăng vương Lưu Tư, vốn là người xa xỉ, không có tài cán lại thích làm càn làm quấy, từ lâu đã không phải người có thể trở thành Thái tử. Còn Xương Ấp vương Lưu Bác, ông vốn là do Lý phu nhân sinh ra. Lý phu nhân là một sủng phi của Hán Vũ Đế, nhưng hai anh trai của Lý phu nhân là Lý Diên Niên cùng Lý Quảng Lợi liên tiếp đắc tội với Hán Vũ Đế. Đặc biệt là Lý Quảng Lợi tuy đã được tha thứ, cuối cùng lại đầu hàng Hung Nô, dẫn đến toàn bộ nhà họ Lý bị tru di. Xương Ấp vương Lưu Bác có một nhà mẹ như vậy, không cần nói cũng thấy khả năng ông kế vị rất thấp. Hoàng lục tử Lưu Phất Lăng là đứa con trai còn lại, nhỏ nhất của Hán Vũ Đế, và cũng là nhân tuyển khả dĩ nhất của Hán Vũ Đế. Trong khoảng năm Chinh Hòa thứ 3 đến thứ 4 (90 TCN đến 89 TCN), Hán Vũ Đế cho rằng Lưu Phất Lăng tuy chỉ mới 6 tuổi, nhưng thân thể cực tốt, hơn nữa lại rất thông minh, dự bị lập làm Thái tử.
Năm Hậu Nguyên thứ 2 (87 TCN), Hán Vũ Đế Lưu Triệt sau 54 năm cai trị đã băng hà, Hoàng thái tử Lưu Phất Lăng lên ngôi tức Hán Chiêu Đế.

## Cai trị

### Những năm đầu tiên
Trong 6 năm đầu, Hán Chiêu Đế còn nhỏ, quyền hành chủ yếu tập trung trong tay Tư mã đại tướng quân Hoắc Quang. Hoắc Quang giúp ấu đế trị nước yên bình. Thế lực nhà Hán vẫn rất cường thịnh. Bên trong hậu cung, Ngạc Ấp công chúa được vời vào cung điện để dạy dỗ Chiêu Đế, từ đó trở thành người cai quản hậu cung.
Yên vương Lưu Đán (劉旦), vốn rất không vừa ý việc lên ngôi của Chiêu Đế bèn nuôi ý định làm phản. Năm 86 TCN, Lưu Đán lôi kéo hai thành viên khác của hoàng tộc là Lưu Trường (劉長) và Lưu Trạch (劉澤). Đầu tiên 2 người sẽ tố cáo Chiêu Đế không phải con ruột của Hán Vũ Đế, rồi Lưu Trạch sẽ phát động binh biến từ Lâm Truy (臨淄, nay là Truy Bác, Sơn Đông, trong khi đó Lưu Đán sẽ dấy binh từ nước Yên. Sự việc bại lộ, nhưng Lưu Đán không bị trách phạt trong khi 2 hoàng thân kia và quân đội theo phản đều bị xử trảm.
Thượng Quan Kiệt và Hoắc Quang đồng nhiếp chính nhưng Thượng Quan Kiệt luôn bị lép vế hơn. Không cam lòng, ông ta luôn ra sức thâu tóm quyền hành trong tay hơn so với Hoắc Quang, dù cả hai đã thông gia với nhau khi con trai Thượng Quan Kiệt là Thượng Quan An (上官安) đã lấy con gái Hoắc Quang làm vợ, cả hai sinh được một con gái.
Năm 84 TCN, Thượng Quan Kiệt muốn dựa vào thế lực của Hoắc Quang để đưa cháu gái vào cung làm Hoàng hậu của Chiêu Đế, nhưng bị Hoắc Quang phản đối. Thượng Quang An vốn là bạn của người tình của Ngạc Ấp công chúa là Đinh Ngoại Nhân (丁外人), Thượng Quan An đã nhờ họ Đinh thuyết phục công chúa và hứa sẽ cho Đinh chức tước, công chúa đồng ý và sau đó Thượng Quan thị trở thành Tiệp dư (婕妤).
Năm 83 TCN, Thượng Quan thị được phong làm Hoàng hậu. Năm đó Hoàng hậu mới 6 tuổi và Hán Chiêu Đế cũng mới 12 tuổi.
Trong khoảng thời gian này, với sự gợi ý của Đỗ Diên Niên (杜延年), Hoắc Quang bắt đầu giải quyết những hậu quả chiến tranh mà thời Hán Vũ Đế đã đem lại.
Sau nhiều cuộc tranh luận về sự độc quyền các mặt hàng muối, sắt và rượu, thì sắt và rượu đã được bãi bỏ lệnh độc quyền của triều đình và các thương nhân có thể thu được lợi nhuận từ các mặt hàng này. Đời sống kinh tế của dân chúng dần được cải thiện sau nhiều năm chiến tranh. Người đứng đầu chính sách độc quyền mặt hàng là Tang Hoằng Dương (桑弘羊) cảm thấy bực bội và sinh oán hận Hoắc Quang.

### Diệt trừ cha con Thượng Quan
Năm 81 TCN, Thượng Quan An được phong chức tước Hầu, vì tước phong hiển hách và là cha của Hoàng hậu, ông trở nên ngông cuồng trong triều đình.
Năm 80 TCN, Thượng Quan An và Thượng Quan Kiệt càng có tư thù sâu sắc với Hoắc Quang. Như đã hứa với Đinh Ngoại Nhân, Thượng Quan An muốn phong ông ta tước Hầu, nhưng Hoắc Quang nhất lực từ chối, không cho họ Đinh làm quan triều đình. Việc này không những mất lòng 2 cha con Thượng Quan mà cả Ngạc Ấp công chúa cũng trở nên căm ghét Hoắc Quang.
Nhà Thượng Quan, Ngạc Ấp công chúa, Yên vương Lưu Đán và Tang Hoằng Dương trở thành các thế lực muốn dẹp trừ Hoắc Quang. Họ lập mưu tạo phản, trừ khử Hoắc Quang rồi phế bỏ Chiêu Đế, lập Yên vương Lưu Đán đăng cơ. Kế hoạch của họ là vu cáo Hoắc Quang mưu phản, chỉ chờ khi Hán Chiêu Đế tiến hành điều tra thì sẽ dụng binh ập đến bắt ngay Hoắc Quang.
Một hôm, Hoắc Quang kiểm tra cấm binh rồi điều một viên hiệu úy đến phủ tướng quân nhậm chức. Cha con Thượng Quan giả danh Yên vương, dâng thư cho Chiêu Đế vu cáo Hoắc Quang tạo phản. Không ngờ hoàng đế trẻ nói với họ:
| “ | Đại tướng quân (chỉ Hoắc Quang) mới kiểm tra cấm binh xong, Yên vương cách xa ngàn dặm làm sao biết, mà có biết thì phái người cưỡi ngựa đưa tin cũng làm sao nhanh như thế được. Với lại Hán triều binh hùng tướng mạnh, Đại tướng quân muốn tạo phản có thể dùng nhiều tướng tài, sao lại dùng một tên hiệu úy. | ” |

Xong Chiêu Đế truyền chỉ: "Bắt kẻ đưa thư, điều tra xem ai vu cáo." Cha con Thượng Quan An vô cùng ngạc nhiên và khiếp sợ, vội tâu với vua rằng chuyện ấy không cần điều tra. Hán Chiêu Đế không nói gì, cho bãi triều. Từ đó Chiêu Đế luôn cảnh giác đề phòng cha con Thượng Quan.
Không lâu sau, cha con Thượng Quan lại tiến hành kế hoạch khác. Họ nhân danh Ngạc Ấp công chúa, dự tính mời Hoắc Quang đến dự tiệc và trong buổi tiệc đó bắt trói và giết chết Hoắc Quang. Sau đó Thượng Quan Kiệt sẽ thủ tiêu luôn Công chúa và Lưu Đán, tự lập làm Hoàng đế. Hoắc Quang được mật báo kế hoạch, tất cả âm mưu đều bị dẹp, Ngạc Ấp công chúa và Yên vương bị buộc tự sát, còn nhà Thượng quan bị tru di tam tộc. Từ đó Hoắc Quang trao trả quyền lực cho Chiêu Đế.

### Những năm cuối
Sau sự việc trên, Hoắc Quang cho thanh trừng và nghiêm khắc trừng trị những phe phái có liên quan đến nhà Thượng Quan, cũng như thẳng tay những ai có âm mưu tạo phản. Hán Chiêu Đế chăm lo trị quốc, phát triển kinh tế. Vì thế, nhà Hán giữ vững được thời toàn thịnh.
Tháng 7 năm 74 TCN, Hán Chiêu Đế đột ngột ngã bệnh rồi qua đời tại Vị Ương cung (未央宮), năm đó ông mới 20 tuổi, ở ngôi 13 năm. Ông truy tôn thụy hiệu là Hiếu Chiêu Hoàng đế (孝昭皇帝), được táng ở Bình Lăng (平陵).
Sau đó, Hoắc Quang lập Xương Ấp vương Lưu Hạ (劉賀) làm Hoàng đế, nhưng mới có 27 ngày đã dâm loàn vô đạo, triều cương nhà Hán rối loạn. Hoắc Quang vội tụ tập đại thần rồi tuyên bố phế Lưu Hạ, lập Lưu Tuân làm Hoàng đế, tức Hán Tuyên Đế, nhà Hán tiếp tục thịnh trị.

## Niên hiệu
Đời Hán Chiêu Đế đặt 3 niên hiệu:
- Thủy Nguyên (始元; 87 TCN - 80 TCN)
- Nguyên Phượng (元鳳; 80 TCN - 75 TCN)
- Nguyên Bình (元平; 74 TCN)

## Gia quyến
|  |  |  |  |  |  |  |  |                                     |                                     |                                     |                                     |                                     |                                     |  |  |  |  |                                    |                                    |                                    |                                    | 1 Hán Cao Tổ ?-195TCN 256-195TCN   |                                    |  |  |  |  |                                    |                                    |                                    |                                    |                                    |                                    |  |  |  |  |                                         |                                         |                                         |                                         |                                         |                                         |  |  |  |  |                                        |                                        |                                        |                                        |                                        |                                        |  |  |  |  |  |  |  |  |  |  |  |  |  |  |  |  |  |  |  |  |  |  |  |  |
|  |  |  |  |  |  |  |  |                                     |                                     |                                     |                                     |                                     |                                     |  |  |  |  |                                    |                                    |                                    |                                    |                                    |                                    |  |  |  |  |                                    |                                    |                                    |                                    |                                    |                                    |  |  |  |  |                                         |                                         |                                         |                                         |                                         |                                         |  |  |  |  |                                        |                                        |                                        |                                        |                                        |                                        |  |  |  |  |  |  |  |  |  |  |  |  |  |  |  |  |  |  |  |  |  |  |  |  |
|  |  |  |  |  |  |  |  |                                     |                                     |                                     |                                     |                                     |                                     |  |  |  |  |                                    |                                    |                                    |                                    |                                    |                                    |  |  |  |  |                                    |                                    |                                    |                                    |                                    |                                    |  |  |  |  |                                         |                                         |                                         |                                         |                                         |                                         |  |  |  |  |                                        |                                        |                                        |                                        |                                        |                                        |  |  |  |  |  |  |  |  |  |  |  |  |  |  |  |  |  |  |  |  |  |  |  |  |
|  |  |  |  |  |  |  |  | 5 Hán Văn Đế 180-157TCN 202–157TCN  | 5 Hán Văn Đế 180-157TCN 202–157TCN  | 5 Hán Văn Đế 180-157TCN 202–157TCN  | 5 Hán Văn Đế 180-157TCN 202–157TCN  | 5 Hán Văn Đế 180-157TCN 202–157TCN  | 5 Hán Văn Đế 180-157TCN 202–157TCN  |  |  |  |  | Lưu Cứ                             | Lưu Cứ                             | Lưu Cứ                             | Lưu Cứ                             | Lưu Cứ                             | Lưu Cứ                             |  |  |  |  | Lưu Bác                            | Lưu Bác                            | Lưu Bác                            | Lưu Bác                            | Lưu Bác                            | Lưu Bác                            |  |  |  |  | 2 Hán Huệ Đế 194-188TCN 210–188TCN      | 2 Hán Huệ Đế 194-188TCN 210–188TCN      | 2 Hán Huệ Đế 194-188TCN 210–188TCN      | 2 Hán Huệ Đế 194-188TCN 210–188TCN      | 2 Hán Huệ Đế 194-188TCN 210–188TCN      | 2 Hán Huệ Đế 194-188TCN 210–188TCN      |  |  |  |  |                                        |                                        |                                        |                                        |                                        |                                        |  |  |  |  |  |  |  |  |  |  |  |  |  |  |  |  |  |  |  |  |  |  |  |  |
|  |  |  |  |  |  |  |  | 5 Hán Văn Đế 180-157TCN 202–157TCN  | 5 Hán Văn Đế 180-157TCN 202–157TCN  | 5 Hán Văn Đế 180-157TCN 202–157TCN  | 5 Hán Văn Đế 180-157TCN 202–157TCN  | 5 Hán Văn Đế 180-157TCN 202–157TCN  | 5 Hán Văn Đế 180-157TCN 202–157TCN  |  |  |  |  | Lưu Cứ                             | Lưu Cứ                             | Lưu Cứ                             | Lưu Cứ                             | Lưu Cứ                             | Lưu Cứ                             |  |  |  |  | Lưu Bác                            | Lưu Bác                            | Lưu Bác                            | Lưu Bác                            | Lưu Bác                            | Lưu Bác                            |  |  |  |  | 2 Hán Huệ Đế 194-188TCN 210–188TCN      | 2 Hán Huệ Đế 194-188TCN 210–188TCN      | 2 Hán Huệ Đế 194-188TCN 210–188TCN      | 2 Hán Huệ Đế 194-188TCN 210–188TCN      | 2 Hán Huệ Đế 194-188TCN 210–188TCN      | 2 Hán Huệ Đế 194-188TCN 210–188TCN      |  |  |  |  |                                        |                                        |                                        |                                        |                                        |                                        |  |  |  |  |  |  |  |  |  |  |  |  |  |  |  |  |  |  |  |  |  |  |  |  |
|  |  |  |  |  |  |  |  |                                     |                                     |                                     |                                     |                                     |                                     |  |  |  |  |                                    |                                    |                                    |                                    |                                    |                                    |  |  |  |  |                                    |                                    |                                    |                                    |                                    |                                    |  |  |  |  |                                         |                                         |                                         |                                         |                                         |                                         |  |  |  |  |                                        |                                        |                                        |                                        |                                        |                                        |  |  |  |  |  |  |  |  |  |  |  |  |  |  |  |  |  |  |  |  |  |  |  |  |
|  |  |  |  |  |  |  |  | 6 Hán Cảnh Đế 157-141TCN 188–141TCN | 6 Hán Cảnh Đế 157-141TCN 188–141TCN | 6 Hán Cảnh Đế 157-141TCN 188–141TCN | 6 Hán Cảnh Đế 157-141TCN 188–141TCN | 6 Hán Cảnh Đế 157-141TCN 188–141TCN | 6 Hán Cảnh Đế 157-141TCN 188–141TCN |  |  |  |  | Lưu Tiến                           | Lưu Tiến                           | Lưu Tiến                           | Lưu Tiến                           | Lưu Tiến                           | Lưu Tiến                           |  |  |  |  | 9 Xương Ấp Vương 74-74TCN 92-59TCN | 9 Xương Ấp Vương 74-74TCN 92-59TCN | 9 Xương Ấp Vương 74-74TCN 92-59TCN | 9 Xương Ấp Vương 74-74TCN 92-59TCN | 9 Xương Ấp Vương 74-74TCN 92-59TCN | 9 Xương Ấp Vương 74-74TCN 92-59TCN |  |  |  |  | 3 Hán Tiền Thiếu Đế 188-184TCN ?–184TCN | 3 Hán Tiền Thiếu Đế 188-184TCN ?–184TCN | 3 Hán Tiền Thiếu Đế 188-184TCN ?–184TCN | 3 Hán Tiền Thiếu Đế 188-184TCN ?–184TCN | 3 Hán Tiền Thiếu Đế 188-184TCN ?–184TCN | 3 Hán Tiền Thiếu Đế 188-184TCN ?–184TCN |  |  |  |  | 4 Hán Hậu Thiếu Đế 184-180TCN ?–180TCN | 4 Hán Hậu Thiếu Đế 184-180TCN ?–180TCN | 4 Hán Hậu Thiếu Đế 184-180TCN ?–180TCN | 4 Hán Hậu Thiếu Đế 184-180TCN ?–180TCN | 4 Hán Hậu Thiếu Đế 184-180TCN ?–180TCN | 4 Hán Hậu Thiếu Đế 184-180TCN ?–180TCN |  |  |  |  |  |  |  |  |  |  |  |  |  |  |  |  |  |  |  |  |  |  |  |  |
|  |  |  |  |  |  |  |  | 6 Hán Cảnh Đế 157-141TCN 188–141TCN | 6 Hán Cảnh Đế 157-141TCN 188–141TCN | 6 Hán Cảnh Đế 157-141TCN 188–141TCN | 6 Hán Cảnh Đế 157-141TCN 188–141TCN | 6 Hán Cảnh Đế 157-141TCN 188–141TCN | 6 Hán Cảnh Đế 157-141TCN 188–141TCN |  |  |  |  | Lưu Tiến                           | Lưu Tiến                           | Lưu Tiến                           | Lưu Tiến                           | Lưu Tiến                           | Lưu Tiến                           |  |  |  |  | 9 Xương Ấp Vương 74-74TCN 92-59TCN | 9 Xương Ấp Vương 74-74TCN 92-59TCN | 9 Xương Ấp Vương 74-74TCN 92-59TCN | 9 Xương Ấp Vương 74-74TCN 92-59TCN | 9 Xương Ấp Vương 74-74TCN 92-59TCN | 9 Xương Ấp Vương 74-74TCN 92-59TCN |  |  |  |  | 3 Hán Tiền Thiếu Đế 188-184TCN ?–184TCN | 3 Hán Tiền Thiếu Đế 188-184TCN ?–184TCN | 3 Hán Tiền Thiếu Đế 188-184TCN ?–184TCN | 3 Hán Tiền Thiếu Đế 188-184TCN ?–184TCN | 3 Hán Tiền Thiếu Đế 188-184TCN ?–184TCN | 3 Hán Tiền Thiếu Đế 188-184TCN ?–184TCN |  |  |  |  | 4 Hán Hậu Thiếu Đế 184-180TCN ?–180TCN | 4 Hán Hậu Thiếu Đế 184-180TCN ?–180TCN | 4 Hán Hậu Thiếu Đế 184-180TCN ?–180TCN | 4 Hán Hậu Thiếu Đế 184-180TCN ?–180TCN | 4 Hán Hậu Thiếu Đế 184-180TCN ?–180TCN | 4 Hán Hậu Thiếu Đế 184-180TCN ?–180TCN |  |  |  |  |  |  |  |  |  |  |  |  |  |  |  |  |  |  |  |  |  |  |  |  |
|  |  |  |  |  |  |  |  | 7 Hán Vũ Đế 140-87TCN 156-87TCN     | 7 Hán Vũ Đế 140-87TCN 156-87TCN     | 7 Hán Vũ Đế 140-87TCN 156-87TCN     | 7 Hán Vũ Đế 140-87TCN 156-87TCN     | 7 Hán Vũ Đế 140-87TCN 156-87TCN     | 7 Hán Vũ Đế 140-87TCN 156-87TCN     |  |  |  |  | 10 Hán Tuyên Đế 74-49TCN 91-49TCN  | 10 Hán Tuyên Đế 74-49TCN 91-49TCN  | 10 Hán Tuyên Đế 74-49TCN 91-49TCN  | 10 Hán Tuyên Đế 74-49TCN 91-49TCN  | 10 Hán Tuyên Đế 74-49TCN 91-49TCN  | 10 Hán Tuyên Đế 74-49TCN 91-49TCN  |  |  |  |  |                                    |                                    |                                    |                                    |                                    |                                    |  |  |  |  |                                         |                                         |                                         |                                         |                                         |                                         |  |  |  |  |                                        |                                        |                                        |                                        |                                        |                                        |  |  |  |  |  |  |  |  |  |  |  |  |  |  |  |  |  |  |  |  |  |  |  |  |
|  |  |  |  |  |  |  |  | 7 Hán Vũ Đế 140-87TCN 156-87TCN     | 7 Hán Vũ Đế 140-87TCN 156-87TCN     | 7 Hán Vũ Đế 140-87TCN 156-87TCN     | 7 Hán Vũ Đế 140-87TCN 156-87TCN     | 7 Hán Vũ Đế 140-87TCN 156-87TCN     | 7 Hán Vũ Đế 140-87TCN 156-87TCN     |  |  |  |  | 10 Hán Tuyên Đế 74-49TCN 91-49TCN  | 10 Hán Tuyên Đế 74-49TCN 91-49TCN  | 10 Hán Tuyên Đế 74-49TCN 91-49TCN  | 10 Hán Tuyên Đế 74-49TCN 91-49TCN  | 10 Hán Tuyên Đế 74-49TCN 91-49TCN  | 10 Hán Tuyên Đế 74-49TCN 91-49TCN  |  |  |  |  |                                    |                                    |                                    |                                    |                                    |                                    |  |  |  |  |                                         |                                         |                                         |                                         |                                         |                                         |  |  |  |  |                                        |                                        |                                        |                                        |                                        |                                        |  |  |  |  |  |  |  |  |  |  |  |  |  |  |  |  |  |  |  |  |  |  |  |  |
|  |  |  |  |  |  |  |  | 8 Hán Chiêu Đế 95–74TCN 87-74TCN    | 8 Hán Chiêu Đế 95–74TCN 87-74TCN    | 8 Hán Chiêu Đế 95–74TCN 87-74TCN    | 8 Hán Chiêu Đế 95–74TCN 87-74TCN    | 8 Hán Chiêu Đế 95–74TCN 87-74TCN    | 8 Hán Chiêu Đế 95–74TCN 87-74TCN    |  |  |  |  | 11 Hán Nguyên Đế 49-33TCN 76–33TCN | 11 Hán Nguyên Đế 49-33TCN 76–33TCN | 11 Hán Nguyên Đế 49-33TCN 76–33TCN | 11 Hán Nguyên Đế 49-33TCN 76–33TCN | 11 Hán Nguyên Đế 49-33TCN 76–33TCN | 11 Hán Nguyên Đế 49-33TCN 76–33TCN |  |  |  |  |                                    |                                    |                                    |                                    |                                    |                                    |  |  |  |  |                                         |                                         |                                         |                                         |                                         |                                         |  |  |  |  |                                        |                                        |                                        |                                        |                                        |                                        |  |  |  |  |  |  |  |  |  |  |  |  |  |  |  |  |  |  |  |  |  |  |  |  |
|  |  |  |  |  |  |  |  | 8 Hán Chiêu Đế 95–74TCN 87-74TCN    | 8 Hán Chiêu Đế 95–74TCN 87-74TCN    | 8 Hán Chiêu Đế 95–74TCN 87-74TCN    | 8 Hán Chiêu Đế 95–74TCN 87-74TCN    | 8 Hán Chiêu Đế 95–74TCN 87-74TCN    | 8 Hán Chiêu Đế 95–74TCN 87-74TCN    |  |  |  |  | 11 Hán Nguyên Đế 49-33TCN 76–33TCN | 11 Hán Nguyên Đế 49-33TCN 76–33TCN | 11 Hán Nguyên Đế 49-33TCN 76–33TCN | 11 Hán Nguyên Đế 49-33TCN 76–33TCN | 11 Hán Nguyên Đế 49-33TCN 76–33TCN | 11 Hán Nguyên Đế 49-33TCN 76–33TCN |  |  |  |  |                                    |                                    |                                    |                                    |                                    |                                    |  |  |  |  |                                         |                                         |                                         |                                         |                                         |                                         |  |  |  |  |                                        |                                        |                                        |                                        |                                        |                                        |  |  |  |  |  |  |  |  |  |  |  |  |  |  |  |  |  |  |  |  |  |  |  |  |
|  |  |  |  |  |  |  |  |                                     |                                     |                                     |                                     |                                     |                                     |  |  |  |  |                                    |                                    |                                    |                                    |                                    |                                    |  |  |  |  |                                    |                                    |                                    |                                    |                                    |                                    |  |  |  |  |                                         |                                         |                                         |                                         |                                         |                                         |  |  |  |  |                                        |                                        |                                        |                                        |                                        |                                        |  |  |  |  |  |  |  |  |  |  |  |  |  |  |  |  |  |  |  |  |  |  |  |  |
|  |  |  |  |  |  |  |  | Lưu Khang                           | Lưu Khang                           | Lưu Khang                           | Lưu Khang                           | Lưu Khang                           | Lưu Khang                           |  |  |  |  | Lưu Hưng                           | Lưu Hưng                           | Lưu Hưng                           | Lưu Hưng                           | Lưu Hưng                           | Lưu Hưng                           |  |  |  |  | Lưu Hiển                           | Lưu Hiển                           | Lưu Hiển                           | Lưu Hiển                           | Lưu Hiển                           | Lưu Hiển                           |  |  |  |  | 12 Hán Thành Đế 33–7TCN 51-7TCN         | 12 Hán Thành Đế 33–7TCN 51-7TCN         | 12 Hán Thành Đế 33–7TCN 51-7TCN         | 12 Hán Thành Đế 33–7TCN 51-7TCN         | 12 Hán Thành Đế 33–7TCN 51-7TCN         | 12 Hán Thành Đế 33–7TCN 51-7TCN         |  |  |  |  |                                        |                                        |                                        |                                        |                                        |                                        |  |  |  |  |  |  |  |  |  |  |  |  |  |  |  |  |  |  |  |  |  |  |  |  |
|  |  |  |  |  |  |  |  | Lưu Khang                           | Lưu Khang                           | Lưu Khang                           | Lưu Khang                           | Lưu Khang                           | Lưu Khang                           |  |  |  |  | Lưu Hưng                           | Lưu Hưng                           | Lưu Hưng                           | Lưu Hưng                           | Lưu Hưng                           | Lưu Hưng                           |  |  |  |  | Lưu Hiển                           | Lưu Hiển                           | Lưu Hiển                           | Lưu Hiển                           | Lưu Hiển                           | Lưu Hiển                           |  |  |  |  | 12 Hán Thành Đế 33–7TCN 51-7TCN         | 12 Hán Thành Đế 33–7TCN 51-7TCN         | 12 Hán Thành Đế 33–7TCN 51-7TCN         | 12 Hán Thành Đế 33–7TCN 51-7TCN         | 12 Hán Thành Đế 33–7TCN 51-7TCN         | 12 Hán Thành Đế 33–7TCN 51-7TCN         |  |  |  |  |                                        |                                        |                                        |                                        |                                        |                                        |  |  |  |  |  |  |  |  |  |  |  |  |  |  |  |  |  |  |  |  |  |  |  |  |
|  |  |  |  |  |  |  |  | 13 Hán Ai Đế 26-1TCN 7-1TCN         | 13 Hán Ai Đế 26-1TCN 7-1TCN         | 13 Hán Ai Đế 26-1TCN 7-1TCN         | 13 Hán Ai Đế 26-1TCN 7-1TCN         | 13 Hán Ai Đế 26-1TCN 7-1TCN         | 13 Hán Ai Đế 26-1TCN 7-1TCN         |  |  |  |  | 14 Hán Bình Đế 9TCN–5SCN 1TCN-5SCN | 14 Hán Bình Đế 9TCN–5SCN 1TCN-5SCN | 14 Hán Bình Đế 9TCN–5SCN 1TCN-5SCN | 14 Hán Bình Đế 9TCN–5SCN 1TCN-5SCN | 14 Hán Bình Đế 9TCN–5SCN 1TCN-5SCN | 14 Hán Bình Đế 9TCN–5SCN 1TCN-5SCN |  |  |  |  | 15 Nhũ Tử Anh 5–8 25–25 5–25       | 15 Nhũ Tử Anh 5–8 25–25 5–25       | 15 Nhũ Tử Anh 5–8 25–25 5–25       | 15 Nhũ Tử Anh 5–8 25–25 5–25       | 15 Nhũ Tử Anh 5–8 25–25 5–25       | 15 Nhũ Tử Anh 5–8 25–25 5–25       |  |  |  |  |                                         |                                         |                                         |                                         |                                         |                                         |  |  |  |  |                                        |                                        |                                        |                                        |                                        |                                        |  |  |  |  |  |  |  |  |  |  |  |  |  |  |  |  |  |  |  |  |  |  |  |  |

- Thân phụ: Hán Vũ Đế Lưu Triệt.
- Thân mẫu: Câu Dặc phu nhân Triệu thị (钩弋夫人趙氏, 113 TCN - 88 TCN), bị Hán Vũ Đế ép chết.
- Hậu cung:

1. Hiếu Chiêu hoàng hậu Thượng Quan thị (孝昭皇后上官氏, 89 TCN - 37 TCN).
2. Mông cung nhân (蒙宫人), cùng Lưu Hạ dâm đãng trong cung.